# Чемпіонат Франції з тенісу 1904
Чемпіонат Франції з тенісу 1904 — 14-й розіграш Відкритого чемпіонату Франції. Макс Декюжі став переможцем в усіх трьох турнірах, у яких йому можна було брати участь: в одиночному, у парі разом з Морісом Жермо та у міксті разом із Кейт Жиллу. Жиллу також здобула перемогу в жіночому одиночному розрядах.

## Дорослі

### Чоловіки, одиночний розряд
Макс Декюжі переміг у фіналі  Андре Вашеро 6-1, 9-7, 6-8, 6-1

### Жінки, одиночний розряд
Кейт Жиллу перемогла у фіналі  Адін Массон

### Чоловіки, парний розряд
Макс Декюжі /  Моріс Жермо

### Змішаний парний розряд
Кейт Жиллу /  Макс Декюжі